# Горас Сільвер
Го́рас Сі́львер (англ. Horace Silver), справжнє ім'я Го́рас Ворд Ма́ртін Тава́рес Сі́льва (англ. Horace Ward Martin Tavares Silva; 2 вересня 1928, Норволк — 18 червня 2014, Нью-Рошелл) — американський джазовий піаніст і композитор.
Хорас Сільвер був відомий як піаніст, котрий хоч і не демонстрував високі стандарти техніки та швидкості гри (як, наприклад, Оскар Пітерсон), проте робив акцент на «фанкове» звучання, мелодійні імпровізації, які на перший погляд могли б навіть і не здатися імпровізаціями. Один з перших композиторів, які творили у жанрі хард-боп. Існує думка, що саме Хорас Сільвер запровадив до музичного лексикону термін «фанк», написавши у 1952 п'єсу «Funky Hotel». Раніше, до цього, слово funk побутувало лише у середовищі мешканців чорних гетто і означало особливий запах людського тіла під час сексуального збудження. На творчість Сільвера вплинули різні музичні напрямки — соул, латиноамериканська і африканська музика, госпел. Сам він зробив внесок у розвиток кількох джазових стилів.

## Походження та ранні роки
Його батько Джон Таварес Сільва (порт. John Tavares Silva) — родом з острова Майо (Кабо-Верде, 25 км від о. Сантьяго). Мати народилася в Нью-Канаані, Коннектикут, і мала ірландсько-африканське походження.
Хорас Сільвер розпочав кар'єру як  тенор-саксофоніст, але потім переключився на фортепіано. На його манеру як саксофоніста вплинула гра Лестера Янга, а на фортепіанний стиль вплинув Бад Павелл. Сільвера відкрив Стен Гетц, це трапилося у 1950 р. у клубі Sundown Club (Гартфорд, Коннектикут). Гетц виступав на сцені клубу за підтримки тріо Хораса Сільвера. Йому сподобалася гра музикантів, і він запросив їх на гастролі, що в кінцевому рахунку призвело до запису трьох композицій. Саме з Гетцем Сільвер створив свій дебютний запис.
У 1951 він переїхав до Нью-Йорку, де працював у знаменитому клубі Birdland вечорами щопонеділка, коли різні музиканти могли прийти і поджемувати у невимушеній обстановці. Протягом того ж року, працюючи акомпаніатором, він зустрів представників лейблу Blue Note. Контракт був підписаний, і співпраця з конторою тривало до 1980 року. У Нью-Йорку Сільвер спільно з Артом Блейкі створив групу The Jazz Messengers.
У 1952 і 1953 він зробив три записи з власним тріо. Участь брали Арт Блейкі на барабанах, Джин Реймі, Керлі Расселл і Персі Гіт на басу. Співпраця барабанщика і піаніста тривала 4 роки, за цей час Сільвер і Блейкі записали платівку «A Night at Birdland Vol. 1» у Birdland з  Расселом, Клффордом Брауном і Лу Дональдсоном, у Bohemia з Кенні Доргемом і Генком Моблі, а також у різних студіях. Сільвер також брав участь у записі «Walkin'» разом із All Stars Майлза Девіса.

## Роки роботи з Blue Note
З 1956 року Сільвер випускав пластинки ексклюзивно під маркою Blue Note, в кінцевому підсумку зблизившись з босом лейблу Альфредом Лайоном, який вкладав в роботу над його записами більше коштів, ніж зазвичай в той час. У період співробітництва з Blue Note Сільвер робить внесок у створення і розвиток стилю хард-боп, який поєднував елементи ритм-енд-блюзу і госпелу з джазом. Елементи госпелу дуже помітні в одному з найбільших його хітів, «The Preacher», який Сільвер вважав зайве грубим, проте Лайон наполіг на цьому записі.
Композиції Сільвера привертають до себе увагу широкої публіки несподіваними змінами темпу і різноманітністю мелодійних рішень. Манера гри Сільвера легко змінювалася від агресивно-«перкусіоністської» до барвисто-романтичної упродовж декількох тактів. Тим часом, його дотепне використання повторів було фанковим ще до того, як це слово стало коректним для вживання у пристойному суспільстві. Поряд з власною роботою Сільвера, у складі його ансамблів часто з'являлися такі висхідні зірки джазу, як саксофоністи Джуніор Кук і Генк Моблі, трубач Блу Мітчелл, барабанщик Луї Гейз. До його ключових альбомів цього періоду можна віднести «Horace Silver Trio» (1953), «Horace Silver and the Jazz Messengers» (1955), «Six Pieces of Silver» (1956) і «Blowin 'the Blues Away» (1959), до котрого увійшла знаменита тема «Sister Sadie».

## Впливи
Хорас Сільвер не був схильним ані афішувати підкутість у португальській культурі, ані демонструвати безпосередньо відповідні традиції у власному музичному вихованні. Хіт 1965 року «Cape Verdean Blues» — єдиний етап у його творчості, що ввібрав в себе дитячі враження композитора від свого будинку, де батько з друзями джемували у традиційних кабо-вердіанскіх стилях  морни і  коладейри. Проте у анотації до диску 1964 року «Song for My Father (Cantiga Para Meu Pai)» Сільвер пише про очільний трек: «Ця мелодія написана мною, але її присмак змушує мене згадувати часи дитинства. Деякі члени сім'ї, включаючи батька і дядька, мали звичай грати у складаі трьох або чотирьох струнних інструментів; батько грав на скрипці і гітарі. Це були щасливі, невимушені зустрічі». Сільвер привніс додаткові португальські акценти до своєї музики безпосередньо після турне  Бразилією у лютому 1964. Стосовно ж «Song for My Father» Сільвер сказав: « Я дуже вражений автентичним бітом  боса-нови. Не просто монотонним тік-тік-тік, тік-тік, як це зазвичай робиться, а справжнім почуттям боса-нови, яке я спробував вплести в цю річ ».
У композиції «Mexican Hip Dance», що увійшла до альбому «The Jody Grind» (1966), очевидні також впливи і латиноамериканської музики.
Його рання творчість включає в себе елементи бугі-вугі і блюзу. Також не можна не помітити вплив таких майстрів, як Арт Тейтум, Тедді Вілсон,  Нат «Кінг» Коул і Телоніус Монк, але цей список далеко не вичерпний. Сільвер любив цитувати інших музикантів і навіть відтворювати знамениті соло у своїх оригінальних роботах, — щось на кшталт своєрідної данини великим іменам.
Під час роботи з  Артом Блейкі він рідко записувався як лідер, але після того, як у 1956 році шляхи музикантів розійшлися, Сільвер сформував власний хард-боповий квінтет — спочатку зі складом, аналогічним The Jazz Messengers, з 18-річним Луї Гейзом замість Блейка. До найстабільнішого складу квінтету увійшли Блу Мітчелл і Джуніор Кук.
У 1963 році Сільвер створив нову групу з  Джо Хендерсоном на тенор-саксофоні та  Кармелла Джонсом на трубі; цей квінтет записав один з найвідоміших альбомів Сільвера — «Song For My Father». Коли Джонс покинув групу, щоб оселитися в Європі, місце трубача зайняв Вудді Шоу, а Хендерсона замінив Тайрон Вашингтон.
Композиції Сільвера, котрі чіпляли і були напрочуд гармонійними, завойовували популярність, у той час, як ансамбль поступово переходив на фанк і соул. Не всі давні шанувальники були готові прийняти ці зміни. Якість декількох альбомів того періоду, таких як «The United States of Mind» (на якому Сільвер сам виконав вокальні партії в декількох треках), до цих пір оскаржується фанатами жанру. Натхненність Сільвера, показана на цих альбомах, також досить спірна. Як би там не було, на багатьох пізніх альбомах відзначилися цікаві музиканти (як, наприклад, Ренді Брекер). Хорас Сільвер був останнім музикантом, хто підписав контракт з Blue Note у 1970 році, перед тим, як лейбл тимчасово перестав функціонувати. У 1981 році він створив власний лейбл Silveto, котрий, щоправда, проіснував недовго.

## Пізніші роки
Після закінчення співпраці з Blue Note Сільвер продовжив створювати енергійну музику. Альбом 1985 «Continuity of Spirit» (Silveto) містить унікальні оркестровки. У 1990-х Сільвер зробив свій внесок до популярної міської музики, котра багато почерпнула з його альбому «It's Got To Be Funky» (Columbia, 1993). У останні роки, проживаючи у  Каліфорнії, в колі люблячої родини, Сільвер пожинав плоди успіху, як визнана ікона джазу. У 2005 році National Academy of Recording Arts and Sciences (NARAS) присвоїла йому нагороду President's Merit Award.
Як повідомляв басист Крістіан МакБрайд та інші джерела у 2008 році, Хорас Сільвер страждав на  хворобу Альцгеймера.
Помер Сільвер з природних причин у Нью-Рошель, Нью-Йорк, 18 червня 2014 р.

## Спадщина
Музика Гораса Сільвера стала рушійною силою сучасного джазу, як мінімум, з чотирьох причин. Він був одним з піонерів стилю хард-боп, надавши вплив на таких піаністів, як Боббі Тіммонс, Ліс Маккенн, Ремсі Льюїс. Склад його квінтету (труба, тенор-саксофон, фортепіано, контрабас і ударні) став стандартом малого джазового складу на період з середини 50-х до кінця 60-х років. Крім того, ансамблі Сільвера зіграли важливу роль тренувального майданчика для молодих музикантів, багато з яких (Дональд Берд, Арт Фармер, Блу Мітчелл, Вуді Шоу, Джуніор Кук, Джо Гендерсон) пізніше очолили аналогічні власні групи. Нарешті, Сільвер довів мистецтво композиції і аранжування до неперевершеного рівня.
Талант Сільвера не залишився непоміченим серед рок-музикантів, що зазнали джазового впливу. Американський рок-гурт Steely Dan помістили Сільвера у Top 40 на початку 70-х, коли записували свій хіт «Rikki, Do not Lose That Number», ґрунтуючись на басовому рифі, що відкриває композицію «Song For My Father».
Соціальні та культурні потрясіння кінця 60-х — початку 70-х також знайшли відображення у музиці Гораса Сільвера. Він відповів на них трьома записами «United States of Mind» (1970—1972), де як вокаліст взяв участь Енді Бі. Композитор поглибився і в космічну філософію, коли його гурт Silver'N Strings записав «Silver' N Strings Play the Music of the Spheres» (1979).

## Дискографія
- Horace Silver Trio  (Blue Note, 1952/1953)
- Horace Silver and the Jazz Messengers  (Blue Note, 1955)
- Silver's Blue  (Columbia, 1956)
- Six Pieces of Silver  (Blue Note, 1956)
- The Stylings of Silver  (Blue Note, 1957)
- Further Explorations by The Horace Silver Quintet  (Blue Note, 1958)
- Finger Poppin 'with The Horace Silver Quintet' '(Blue Note, 1959)
- Blowin 'the Blues Away(Blue Note, 1959)
- Horace-Scope  (Blue Note, 1960)
- Doin 'the Thing, The Horace Silver Quintet at The Village Gate' '(Blue Note, 1961)
- The Tokyo Blues  (Blue Note, 1962)
- Silver's Serenade  (Blue Note, 1963)
- Song for My Father  (Blue Note, 1964)
- The Cape Verdean Blues  (Blue Note, 1965)
- The Jody Grind  (Blue Note, 1966)
- Serenade to a Soul Sister  (Blue Note, 1968)
- You Gotta Take A Little Love  (Blue Note, 1969)
- The United States of Mind Phase I: That Healin 'Feelin'  (Blue Note, 1970)
- The United States of Mind Phase II: Total Response  (Blue Note, 1971)
- The United States of Mind Phase III: All  (Blue Note, 1972)
- In Pursuit of the 27th Man  (Blue Note, 1972)
- Silver 'N Brass (Blue Note, 1975)
- Silver 'N Wood (Blue Note, 1976)
- Silver 'N Voices (Blue Note, 1977)
- Silver 'N Percussion (Blue Note, 1978)
- Silver 'N Strings Play The Music Of The Spheres (Blue Note, 1979)
- Guides To Growing Up  (Silveto, 1981)
- Spiritualizing The Senses  (Silveto, 1983)
- There's No Need To Struggle  (Silveto, 1984)
- Continuity Of Spirit  (Silveto, 1985)
- Music To Ease Your Disease  (Silveto, 1988)
- Rockin 'With Rachmaninoff (Bop City, 1991)
- It's Gotta Be Funky  (Columbia, 1993)
- Pencil Packin 'Papa (Columbia, 1994)
- The Hardbop Grandpop  (Impulse !, 1996)